# Шеррер, Ян
Ян Шеррер (нем. Jan Scherrer; род. 11 июля 1994, Вильдхаус) ― швейцарский сноубордист, бронзовый призёр зимних Олимпийских игр 2022 года в хафпайпе.

## Биография
Родился 11 июля 1994 года в деревне Вильдхаус, (кантон Санкт-Галлен, Швейцария).
Представлял Швейцарию на зимних Олимпийских играх 2014 года в Сочи, зимних Олимпийских играх 2018 года в Пхёнчхане и зимних Олимпийских играх 2022 года в Пекине. 
Ян Шеррер занял третье место, завоевав бронзовую медаль в хафпайпе на зимних Олимпийских играх 2022 года в Пекине .